# Буровский, Андрей Михайлович
Андрей Михайлович Буро́вский (род. 7 июля 1955, Красноярск) — советский и российский историк, археолог, философ, писатель. Кандидат исторических наук, доктор философских наук, профессор. Автор книг псевдоисторического жанра, а также нескольких фантастических произведений. Руководитель и владелец ООО «Книги и фильмы Андрея Буровского». Парламентский помощник Владимира Мединского в 2006—2010 годах. Развивает псевдонаучные идеи о «ариях» («арийцах»), создавших основы мировой цивилизации, ближайшими культурными наследниками которых, по его мнению, являются русские. С 2005 года проживает в Санкт-Петербурге. Член Союза писателей Санкт-Петербурга.

## Биография
В 1980 году окончил исторический факультет Красноярского государственного педагогического института. Работал преподавателем в Красноярском государственном университете.
В 1987 году в Ленинградском отделении Института археологии АН СССР защитил кандидатскую диссертацию по теме «Культурно-исторические этапы развития палеолита Енисея», а в 1996 году в Алтайском университете — докторскую диссертацию по теме «Возникновение и проблематика антропоэкологии». В 1998 году присвоено звание профессора.
С 1988 года археолог-палеолитчик занялся развитием концепции биосферы и перехода её в ноосферу В. И. Вернадского. Развивает введённое А. Д. Урсулом понятие ноосферологии как нового направления в философии. Вслед за В. П. Алексеевым разрабатывает теорию антропогеосферы и концепцию ноосферного образования.

## Деятельность

### Художественные произведения
Первые рассказы написал в 1987—1989 годах. Публиковался в газетах и альманахе «Енисей». В 2001 году дебютировал сериалом «Сибирская жуть», который создан и редактировался Александром Бушковым. В сериале публиковались как рассказы о встрече с неведомым в жанре быличек, так и боевики научно-фантастического жанра.
С тех пор выпустил ещё 5 научно-фантастических произведений. Автор цикла боевиков и научно-фантастических произведений на темы современной Сибири, России, Санкт-Петербурга.

### Философия и псевдоисторические идеи
Дебютировал в 2000 году книгой «Россия, которой не было-2», совместно с Александром Бушковым. На 2017 год — автор 57 научно-популярных книг по русской истории. С 2010 года написано 8 научно-популярных книг по антропологии, в том числе о происхождении и о текущей эволюции человека. Книга «Разум и цивилизация» посвящена развитию феномена цивилизации.
Автор более ста пятидесяти опубликованных и находящихся в печати работ, в том числе 5 монографий. Участник Общероссийского политического общественного движения «Евразия», созданного Александром Дугиным. Член Экологической академии, Санкт-Петербургского союза учёных, Председатель Красноярского отделения Международной академии ноосферы. Автор более 50 книг на тему русской истории. Автор 7 хорошо иллюстрированных авторских энциклопедий в серии «Биография цивилизаций».
В книге «Арийская Русь. Ложь и правда о „высшей расе“» (2007) и ряде других публикаций излагает идеи в русле псевдонаучных представлений об «арийцах», создавших основы мировой цивилизации. В соответствии с этой «арийской» идеей он отождествляет «ариев» с праиндоеврпейцами, что противоречит современным научным представлениям (согласно которым исторические арии являются предками только индоиранцев). Игнорируя споры, ведущиеся в современной науке, Буровский утверждает, что прародина индоеврпейцев давно открыта и находится она в России, поэтому «самые ближайшие культурные наследники ариев» — русские и, возможно, население Северной Индии, говорящее на языке хинди. В том же тексте «родина праариев» помещается в Центральной Европе. «Арии» при этом рассматриваются не только как языковая или этническая группа, но и как раса, генетическое наследие которой лучше всего удалось сохранить славянам, балтам и германцам. Автор связывает цивилизацию с расселением «ариев» во 2-м тысячелетии до н. э., несмотря на наличие более ранних неиндоевропейских цивилизаций. Также вопреки большому числу исторических фактов, утверждает, что случаи, когда «арии» были покорены иными народами, неизвестны. Христианство он называет «очень арийской религией», отрывая его от иудейских корней, и утверждая, что «арии» первым создал монотеизм. О себе Буровский пишет как о «представителе нордической расы» и «носителе арийской культуры».
Буровский утверждает, что он отвергает расистские и нацистские идеи, но в то же время пишет о связи расы и культуры и непреодолимых социально-культурных различиях между индоевропейцами и другими древними народами. Расы, по его мнению, представляют собой отдельные виды, поэтому межрасовые браки вредны, а «учёным» в настоящее время стало «невозможно изучать биологическое неравенство людей».
Взгляды Буровского на евреев неоднозначны. В книге «Евреи, которых не было» (2004), затрагивая тему Холокоста, автор опирается исключительно на работы ревизионистов и называет их «учёными» и поддерживает большое число антисемитских идей, в том числе о неспособности евреев к самостоятельному творчеству и копированию всего у «ариев».

## Критика
По оценке В. А. Шнирельмана, псевдонаучные произведения Буровского ввиду наличия у него профессионального образования от других авторов псевдоисторических теорий отличает эрудиция и знание специальной литературы. Несмотря на это, его работы характеризуются нарушением логики, существенными противоречиями и игнорированием научных фактов. Ставя своей целью реабилитацию важного научного поля, скомпрометированного «нацистскими извращениями» и «расистскими заблуждениями», автор сам воспроизводит идеи расизма и нацизма.
Шнирельман также отмечает наличие в книге «Арийская Русь…» (2007) рассуждений, в частности касающихся Аркаима, без ссылок следующих его опубликованным ранее статьям.
В. Кондаков и П. Дейнека обнаружили, что книги «Арийская Русь…» (2007) и «Предки ариев» (2008) содержат обширный плагиат из работ археолога Л. С. Клейна. Эти заимствования Буровский изымает из контекста и придаёт им иной смысл в соответствии со своими идеями и построениями.

## Фильмография
- Армянский вопрос (2017)